# 日本基督教会

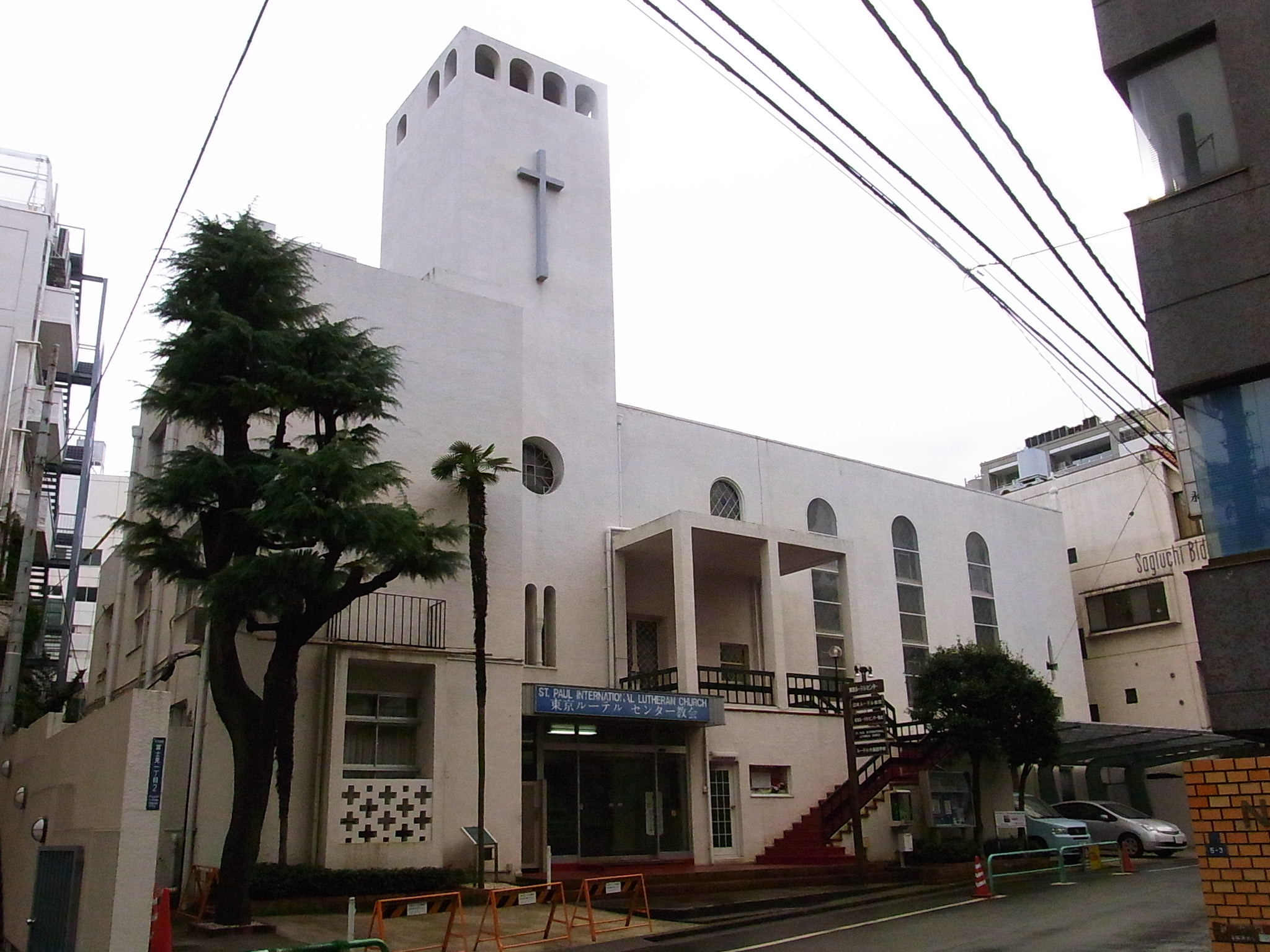
1937年に長谷部鋭吉の設計により建てられた日本基督教会本部（現・東京ルーテルセンター教会）

日本基督教会（にほんきりすときょうかい）は、日本にかつて存在した長老派教会。日本基督教団の第一部として、最大教派であったが、教団の部制解消と共に崩壊した。現在の略称は旧日基。
初期の指導者は植村正久、井深梶之助、最後の指導者は富田満である。

## 日本基督教会の信条
| 「 | 我らが神と崇むる主イエス・キリストは、神の独子にして人類のため、其罪の救いのために、人となりて苦を受け、我らが罪のために、完全き犠牲をささげ給えり。凡そ信仰に由りて、之と一体となれるものは赦されて義とせらる。 キリストにおける信仰は、愛により作用きて人の心を清む。また父と子と共に崇められ、礼拝せらるる聖霊は、我らが魂にイエス・キリストを顕示す。その恵みによるに非ざれば、罪に死にたる人、神の国に入ることを得ず。古の預言者、使徒および聖人は、聖霊に啓廸せられたり。新旧両約 の聖書のうちに語りたまう聖霊は、宗教上のことにつき誤謬なき最上の審判者なり。往事の教会は聖書によりて、左の告白文を作れり。我らもまた、聖徒がかつて伝えられたる信仰の道を奉じ、讃美と感謝とを以って、その告白に同意を表す。（以下使徒信条）。 | 」 |

## 歴史

### 日本基督公会

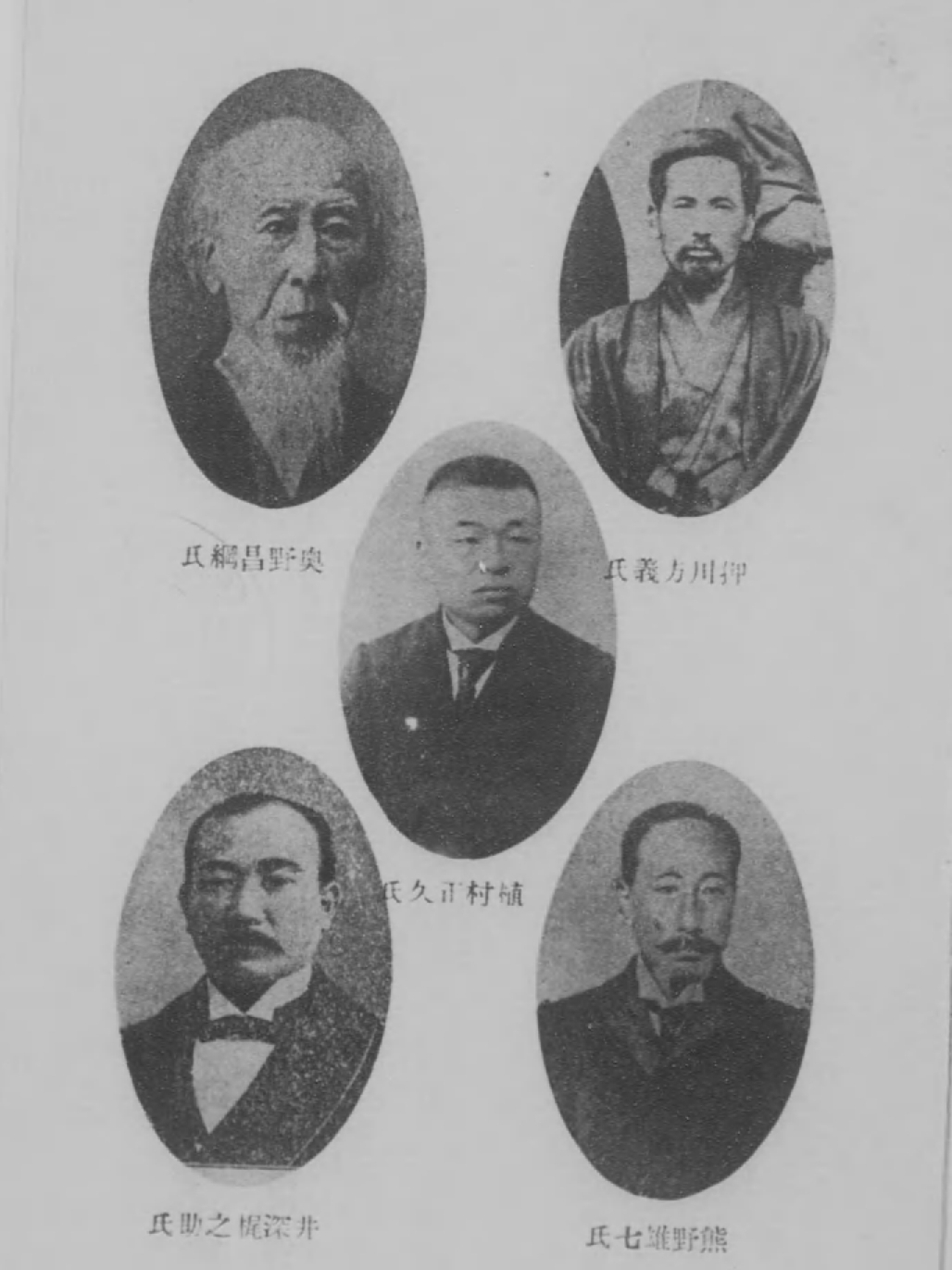
日本基督教会の指導者
上左から右下へ、奥野昌綱、押川方義、植村正久、井深梶之助、熊野雄七

明治5年(1872年)3月に日本基督公会が成立した。

### 日本基督一致教会
明治10年(1877年)、ハイデルベルク信仰問答、ウェストミンスター信仰基準、ドルト信仰基準を信仰告白とする日本基督一致教会が成立した。

### 日本基督教会
明治23年(1890年)12月に3中会で大会を開き、教会憲法を改正し、日本基督一致教会を継承して日本基督教会と改称する。そして、簡易信条の長老教会となる。日本基督教会は長老教会の伝統から離れて歴史的な信仰告白を採用せず、長老、執事は終身としなかった。
1890年には、教会数72、教会員10495人。1912年には、教職者310人（内日本人134人）、教会数190、教会員18460人。1926年には、教会員38510人。
大正期の指導者は、柏井園、高倉徳太郎、多田素、小野村林蔵。

### 『日本の花嫁』事件
1892年日本基督教会数寄屋橋教会の田村直臣牧師は、「仏教の影響下の家庭とキリスト教の影響下の家庭を比較」するため著書、『日本の花嫁』を出版した。これは、一般にもキリスト教界でも話題となり、1893年に植村正久の「福音新報」は、この本を批判した。10月に日本基督教会の中会は、井深梶之助、山本秀煌、熊野雄七の訴えにより、「同胞讒誣罪(どうほうざんぶざい)｣で田村直臣を譴責1894年第9回日本基督教会大会で植村は、「此の問題に就ては最早多言するを要しない。先刻以来彼が自己を弁護する其の態度を見れば分る。此の如き人を我が日本基督教会の教職として認むるべきか何うか、是また自づから分明である。」と述べた。大会は「日本国民を侮辱したるもの」として、田村直臣を牧師から免職した
。

### 独立議論
日露戦争中の明治37年(1904年)から明治38年に日本基督教会のミッションから独立の問題が起こった。本来、日本基督教会は、長老系の複数のミッションと個別に協力関係を結んでいた教会であった。それゆえに、各ミッションとの関係の調整は困難を極めていた。それが、日露戦争勝利後に日本が列強に並ぶ地位を獲得すると、ミッションとの関係が好転してきた。
明治39年(1906年)に行われた第20回大会で、井深梶之助、ウィリアム・インブリー、植村正久の三人が「協力ミッション法」を決議した。この法はミッションの伝道事業は日本基督教会の大会伝道局との緊密な関係の元に行われることそして、ミッションの事業を日本基督教会が管轄する権利を有することの二点である。この二点を承認するように各ミッションに要請した。米国北長老教会西部ミッション、合衆国・ドイツ改革派教会、米国北プレスビテリアン東部ミッションがこれらを承認し協力ミッションになった。
しかし、これらを承認しないミッションが二つあったので、明治42年(1909年)の第23回大会で「非協力ミッション関係解決法」に従い「申合ミッション」として、日本基督教会の既往の友誼関係を継続しつつ、宣教地の住み分けを行った。

### 沖縄伝道
明治45年(1912年)10月創立40年を記念して沖縄で特別伝道をすることを決議した。大正2年1913年1月から開始された。6月より首里伝道が開始され、伊江朝貞が主任者として派遣された。大正3年(1914年)にはさらに沖縄県津覇を伝道地に編入し、10月に新垣信一が派遣され1916年には那覇伝道を開始した。
大正11年(1922年)5月に東京神学社本科2年生であった芹沢浩が植村正久の要請に従って、那覇に着任した。1923年に6月には那覇日本基督教会が設立された。

### 他宗派との関係・神社参拝に対して
大正2年（1913年）、他宗派の葬儀に参列する場合は敬礼、脱帽にて弔意を表すことを決定した。
大正6年(1917年)に日本基督教会第31回大会が開かれ「神社に関する決議」を行った。その中で、神社非宗教論を否定し、学生が神社参拝を強制されることは大日本帝国憲法の信教の自由に抵触するものであるという明確な意思を表明した。

### 憲法・規則改正
1920年に憲法・規則を改正した。改正内容は第一に、前文を設けて、その中で地上に存在する目に見える境界は、国の異同、人種差別、階級差などを問わないという内容である。第二に、女性長老を認めた点である。第三には中会の建設条件が3個の独立教会であったのが、5個の独立教会が必要になったことである。第四には、従来大会・中会で正議員の資格がなかった伝道教会が条件付で教師ではなく委員に正議員の資格を与えるという内容である。
1921年は日本基督教会創立50年であったので、記念事業の一つに「倍加運動の達成」が掲げられ、11個の独立教会が誕生した。

### 関東大震災
1923年の関東大震災では14教会が教会堂を失ったが、日本基督教会救護会は両国公園で接待部、人事相談部、診療部、伝道部を設けて救援活動を行った。日本基督教会は「関東大震災に関する宣言書」では、大震災によって、東京に代表される物質文明に傾倒し、人間の本領と人生の目的に対する配慮を欠いていたという神の教訓が示されたとされ、倍加運動の達成を強調した。

### 朝鮮との関わり
朝鮮の長老派は偶像崇拝と見なした神社参拝を行わなかったが、日本基督教会は国民儀礼としてこれを行っていた。日本政府は同じ長老派の流れにあることから、1938年に日本基督教会大会議長の富田満を派遣し、朝鮮の長老派に対して神社参拝を行うよう説得させた。

### 日本基督教団

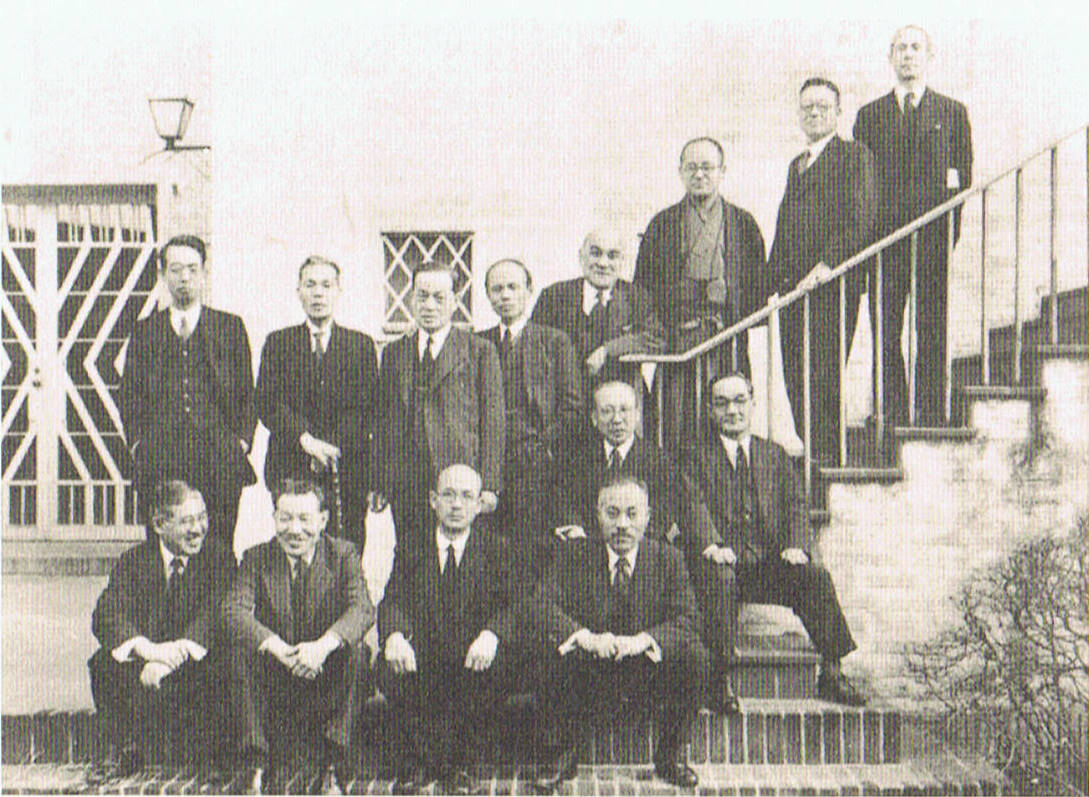
日本基督教団合同前の日本基督教会代表の準備委員
後列左より,熊野義孝,三吉務,富田満,小野村林蔵,佐波亘,浅野順一,飯島誠太,堀内友四郎、
前列左より,今村好太郎,村田四郎,金井為一郎,村岸清彦

1940年10月に皇紀二千六百年奉祝全国基督教信徒大会を開催して教会の合同を宣言。1941年6月24日-6月25日に富士見町教会を会場として創立総会が開かれ、日本基督教団が成立した。日本基督教会大会議長の富田満が日本基督教団トップの統理者に就任。
1942年1月11日には、富田満が日本基督教団統理として伊勢神宮に参拝し、天照大神に教団の設立を報告し、発展を希願する。同年11月に開催された第2回日本基督教団総会にて部制廃止が決定。

### 戦後
その系統は戦後、三派に分裂している。
聖書信仰の日本キリスト改革派教会、準正統主義の日本キリスト教会（新日基、新日キ）、エキュメニカル派の日本基督教団に残留したグループである。

## 人物
- 鷲津貞二郎 - 牧師。永井荷風の弟、永井威三郎の兄